# Ernodea
Genre
Ernodea est un genre de plantes de la famille des Rubiaceae. Ce sont de petits buissons, endémiques de la région des Caraïbes, la plupart des espèces se limitant à l'archipel des Bahamas.

## Liste d'espèces
Selon Catalogue of Life (9 octobre 2015) :
- Ernodea angusta Small
- Ernodea cokeri Britton ex Coker
- Ernodea gigantea Correll
- Ernodea littoralis Sw.
- Ernodea millspaughii Britton
- Ernodea nashii Britton
- Ernodea serratifolia Correll
- Ernodea taylorii Britton

Selon GRIN (9 octobre 2015) :
- Ernodea littoralis Sw.

Selon ITIS (9 octobre 2015) :
- Ernodea cokeri Britton ex Coker
- Ernodea littoralis Sw.

Selon World Checklist of Selected Plant Families (WCSP) (9 octobre 2015) :
- Ernodea angusta Small (1905)
- Ernodea cokeri Britton ex Coker (1905)
- Ernodea gigantea Correll (1977)
- Ernodea littoralis Sw. (1788)
- Ernodea millspaughii Britton (1908)
- Ernodea nashii Britton (1908)
- Ernodea serratifolia Correll (1977)
- Ernodea taylorii Britton (1908)

Selon NCBI (9 octobre 2015) :
- Ernodea littoralis
- Ernodea taylori

Selon The Plant List (9 octobre 2015) :
- Ernodea angusta Small
- Ernodea cokeri Britton ex Coker
- Ernodea gigantea Correll
- Ernodea littoralis Sw.
- Ernodea millspaughii Britton
- Ernodea nashii Britton
- Ernodea serratifolia Correll
- Ernodea taylori Britton
- Ernodea uninervis Urb.

Selon Tropicos (9 octobre 2015) (Attention liste brute contenant possiblement des synonymes) :
- Ernodea angusta Small
- Ernodea calabrica (L. f.) Link
- Ernodea cokeri Britton ex Coker
- Ernodea gigantea Correll
- Ernodea littoralis Sw.
- Ernodea millspaughii Britton
- Ernodea montana Sibth. & Sm.
- Ernodea nashii Britton
- Ernodea nepalensis Spreng.
- Ernodea pedunculata Poir.
- Ernodea pungens Lam.
- Ernodea serratifolia Correll
- Ernodea taylori Britton
- Ernodea uninervis Urb.

Selon World Register of Marine Species (9 octobre 2015) :
- Ernodea littoralis Swartz, 1788